# Hermersbergerhof
Hermersbergerhof is een plaats in de Duitse gemeente Wilgartswiesen, deelstaat Rijnland-Palts.